# Trần Thị Phương Hoa (Nam Định)
Trần Thị Phương Hoa (sinh 1972) là đại biểu Quốc hội Việt Nam khóa 12, thuộc đoàn đại biểu Nam Định, Ủy viên Ủy ban Tư pháp của Quốc hội khóa 12.

## Tiểu sử
Trần Thị Phương Hoa sinh ngày 20 tháng 8 năm 1972, người dân tộc Kinh, không theo tôn giáo nào, quê quán ở xã Trực Tuấn, huyện Trực Ninh, tỉnh Nam Định.
Bà có bằng cử nhân luật.
Ngày 3 tháng 2 năm 1999, bà gia nhập Đảng Cộng sản Việt Nam.
Từ 2007 đến 2011, bà là đại biểu Quốc hội Việt Nam khóa 12, thuộc đoàn đại biểu Nam Định, Ủy viên Ủy ban Tư pháp của Quốc hội khóa 12, đồng thời là Chi uỷ viên, Phó Chi cục trưởng Chi cục Thi hành án dân sự thành phố Nam Định, Chủ tịch Công đoàn cơ quan Thi hành án dân sự thành phố Nam Định, tỉnh Nam Định.
Từ tháng 5 năm 2019 bà được nhận chức Phó Tổng cục trưởng Tổng cục Thi hành án dân sự, thuộc Bộ Tư pháp.